# Муллайтіву (округ)
Муллайтіву (синг. මුලතිවු දිස්ත්රික්කය, там. முல்லைத்தீவு மாவட்டம) — один з 25 округів Шрі-Ланки. Входить до складу Північної провінції країни. Адміністративний центр — місто Муллайтіву.
Площа округу становить 2617 км². В адміністративному відношенні поділяється на 6 підрозділів окружного секретаріату.
Населення округу за даними перепису 2012 року становить 91 947 чоловік. 86,01% населення складають ланкійські таміли; 9,63% — сингали; 2,37% — індійські таміли; 1,91% — ларакалла і 0,08% — інші етнічні групи. 75,73% населення сповідують індуїзм; 13,04% — християнство; 8,87% — буддизм і 2,19% — іслам.

## Історія
Частина сучасного району Муллайтіву були у складі доколоніального царства Джафна. Починаючи з XVI ст. регіон опинився у складі португальської, а пізніше голландської та британської колоній. У другій половині XVIII ст. регіон потрапив під вплив регіонів Алаведді, Удупідді та Навали. У 1815 році, регіон увійшов до складу округу Ванні, Район, який тоді входив до округу Ванні та потрапив під тамільське адміністрування. У 1833 р. відповідно до рекомендацій комісії Колбрук-Камерон округ Ванні разом з округом Джафна та округом Маннар утворили нову Північну провінцію. Раніше рибальське селище, на початку XX-го ст. почало розвиватися як якірна стоянка-гавань для невеликих парусних суден, що займаються транспортуванням вантажів між містами Коломбо і Джафна. У вересні 1978 року з округу Вавунії, а також з округів Джафна, Маннар та Тринкомалі, було відділено північну частину, яка стала сучасним округом  Муллайтіву.
Під час громадянської війни в 1996 році LTTE захопили військову базу і місто, в результаті чого було вбито або пропало безвісти щонайменше 1639 солдатів. З того часу і до закінчення війни округ повністю перебував під контролем повстанців LTTE. На початку січня 2009 року в окрузі відбувалися жорстокі бої, де урядові сили SLA відбили останній опорний пункт повстанців. У 2004 році під час землетрусу в Індійському океані завдяки цунамі місто зазнало великих руйнувань та людських втрат. 18 травня 2009 року неподалік Муллайтіву було вбито лідера повстанців Велупіллаї Прабхакарана, після чого на другий день було оголошено про закінчення громадянської війни.